# Campanet
Campanet là một đô thị trên đảo Mallorca, thuộc quần đảo Baleares, Tây Ban Nha. Đô thị này gân với Búger, Selva, Escorca, Sa Pobla, và Inca. Dân số khoảng 2.507 người năm 2006.